# Skarb nikołajewski
Skarb nikołajewski – tracki skarb datowany na III w. n.e., znaleziony w okolicy współczesnej wsi Nikołaewo w obwodzie Plewen w Bułgarii. 
Skarb został odkryty latem 1909 roku. Składa się ze złotych ozdób kobiecych (naszyjniki, kolczyki, bransolety, pierścienie) o wadze ok. 1 kg, srebrnych monet rzymskich oraz srebrnych przedmiotów. Skarb jest przechowywany w Muzeum Archeologicznym w Sofii. 
Znalezione numizmaty pozwalają na dokładne datowanie skarbu pomiędzy 215 a 249 r. n.e.

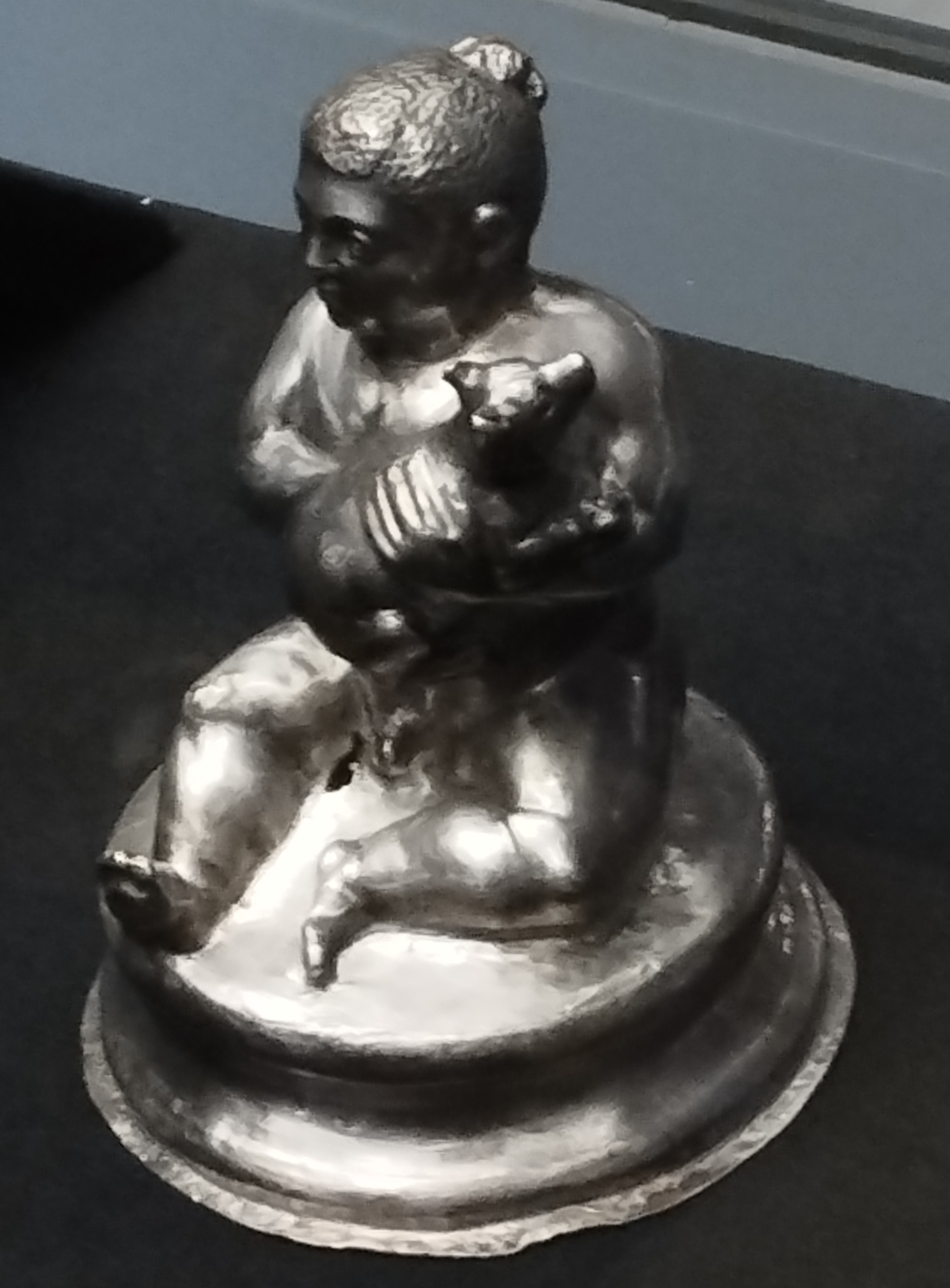
Statuetka: solniczka lub piperatorium

Zdobnictwo przedmiotów ma cechy zarówno rzymskie, jak i hellenistyczne i lokalne, trackie ("barbarzyńskie"). Trackie cechy można zauważyć na kolczykach (piramidalne wisorki) czy na naszyjniku z cylindrycznych, poprzecznie kanelowanych pierścieni. Biżuterię wykonaną w podobnym stylu znaleziono również na innych stanowiskach archeologicznych we współczesnej Bułgarii. Tego rodzaju eklektyczne przenikanie się motywów lokalnych i obcych (np. hellenistycznych) jest często spotykane w sztuce trackiej (np. w grobowcu w Kazanłyku czy na przedmiotach ze skarbu panagiurskiego). 
Jednym ze srebrnych przedmiotów jest statuetka siedzącego chłopca, trzymającego psa na rękach (wysokość 10,4 cm, waga 106,44 gr). Na spodzie podstawy statuetki znajdują się trzy grupy otworów, które można otwierać i zamykać. Przedmiot ten jest określany jako solniczka lub jako pojemnik na pieprz (piperatorium).
Jeden z pierścieni zawiera rzymsko-trackie imię właściciela: Aurelius Bitus, gdzie Aurelius to imię rzymskie przyjęte przez trackiego arystokratę, a Bitus to popularne imię trackie. 